# Hiroyuki Konishi
Hiroyuki Konishi (japanska: 小西 裕之), född den 14 augusti 1963 i Tokyo, Japan, är en japansk gymnast.
Han tog OS-brons i lagmångkampen i samband med de olympiska gymnastiktävlingarna 1988 i Seoul.